# Frontera entre Hungría y Serbia
La frontera entre Hungría y Serbia es la frontera internacional entre Hungría, estado miembro de la Unión Europea e integrado en el espacio Schengen, de Serbia. Tiene una longitud total de 164 kilómetros. Separa la región autónoma serbia de Voivodina (distritos de Banato del Norte, Bačka del Norte y Bačka del Oeste) de los condados húngaros de Bács-Kiskun y Csongrád.

## Trazado
La frontera corre aproximadamente de oeste a este, separando el sur de Hungría y el norte de Serbia desde el trifinio entre ambos estados y Croacia hasta el trifinio entre ambos estados y Rumania del lado húngaro al sur y al lado serbio al norte. El río Tisza separa los países unos pocos kilómetros del recorrido. 

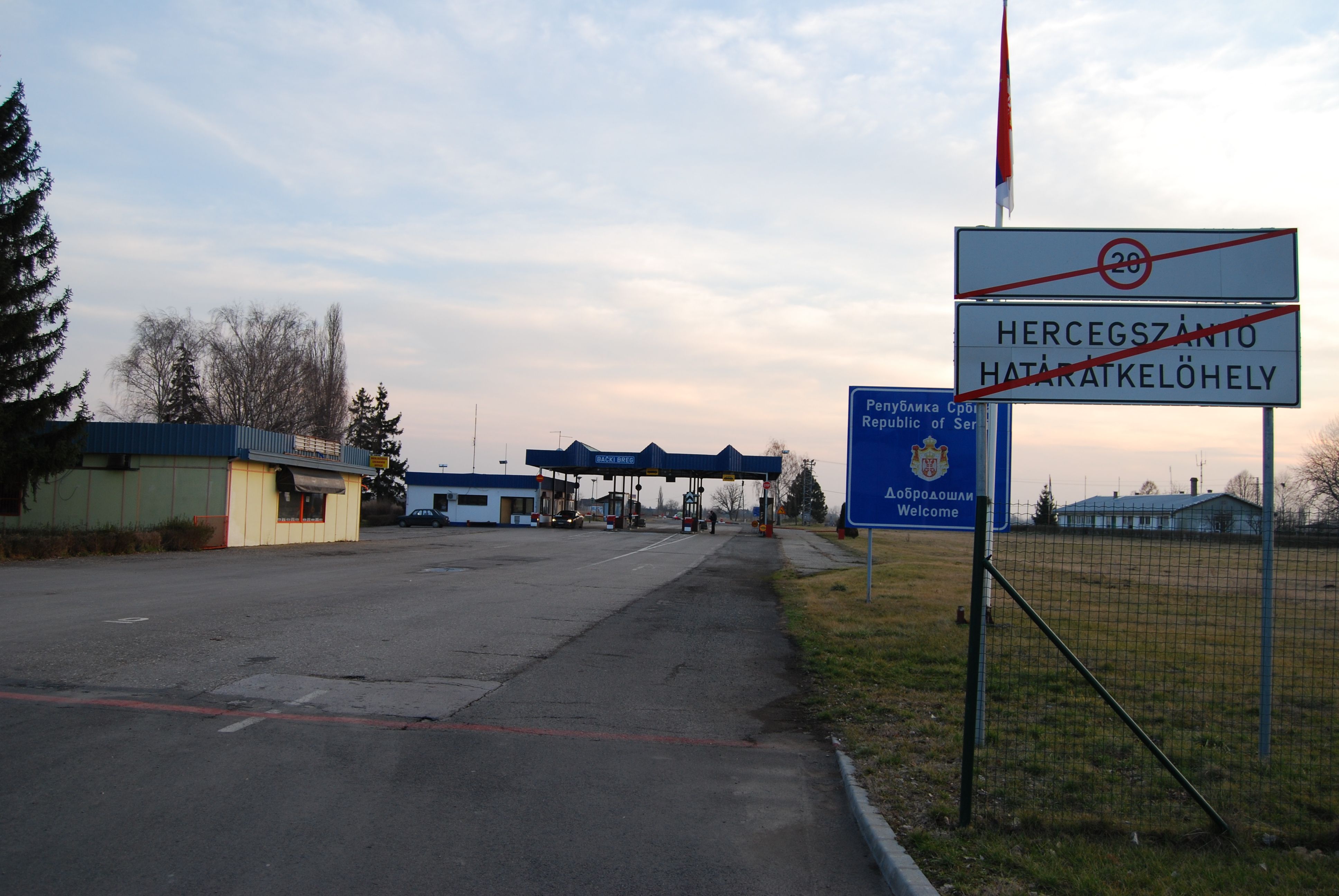
Paso fronterizo en el lado húngaro en dirección a Serbia no muy lejos de las villas de Hercegszántó y de Bački Breg.

## Historia
Esta frontera quedó establecida a finales de la Primera Guerra Mundial (1918) cuando se disolvió el Imperio austrohúngaro y algunas de sus provincias (Croacia, Eslovenia y Bosnia-Herzegovina) se unieron al Reino de Serbia para formar el Reino de los Serbios, Croatas y Eslovenos, y después el Reino de Yugoslavia según los tratados de Saint-Germain (1919) y de Trianón (1920). Después de la Segunda Guerra Mundial, Serbia fue una de las repúblicas constitutivas de la República Federativa Socialista de Yugoslavia. Luego de la disolución de Yugoslavia en 1991, Serbia formó la República Federal de Yugoslavia, y desde 2003 Serbia y Montenegro, hasta que en 2006, con la independencia de Montenegro, la frontera que la separa de Hungría es únicamente la frontera con Serbia.
En julio de 2015 Hungría empezó la construcción de un muro a lo largo de la frontera de una longitud de aproximadamente 150 metros cerca de Mórahalom, para reducir el flujo de inmigrantes a la frontera externa de la zona Schengen. Esta construcción sigue al cierre de la frontera en junio de 2015. La realización del muro sobre los 164 kilómetros de la frontera supondría un gasto de 20 millones de euros.